# Ceriochernes foliaceosetosus
Ceriochernes foliaceosetosus es una especie de arácnido  del orden Pseudoscorpionida de la familia Chernetidae.

## Distribución geográfica
Se encuentra en Brasil.